# Monarca negre
El monarca negre (Symposiachrus axillaris) és un ocell de la família dels monàrquids (Monarchidae).

## Hàbitat i distribució
Habita boscos i vegetació secundària de les muntanyes de Nova Guinea, des de les Arfak, Wandammen i Sudirman fins les terres altes centrals, la Península de Huon i els districtes sud-orientals. També a l'illa de Goodenough, a l'arxipèlag D'Entrecasteaux.